# Гай, Людевит

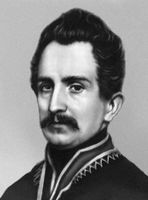
Людевит Гай

Людевит Гай (хорв. Ljudevit Gaj; 8 августа 1809, Крапина, — 20 апреля 1872, Загреб) — хорватский поэт, просветитель, лингвист, один из основателей литературы иллиризма.

## Биография
Людевит Гай явился одним из создателей литературного хорватского языка. С юных лет у него обнаружились большие лингвистические способности. В 1826 году он издал в Карловаце историю своего родного города на латыни: «Brevis descriptio loci Krapinae» и в том же году сделал и выпустил в свет немецкий перевод своей книги: «Die Schlösser bei Krapina».
В 1830 году Гай составил и опубликовал грамматику хорватского языка — «Краткую основу хорвато-славянского правописания» («Kratka osnova hrvatsko-slavenskoga pravopisanja»). До этого в Хорватии существовало семь различных правописаний, из которых Гай вывел одно, остановив свой выбор на штокавском диалекте, близком к сербскому языку (хотя его родным диалектом был кайкавский). Отныне алфавит единого хорватского языка стал базироваться на латинице с дополнительными «чешскими» надстрочными знаками (изобретёнными Яном Гусом). Модифицированная Гаем латиница стала известна как гаица (gajica), или гаевица. В 1834 году Гай основал в Загребе Гаевицкую типографию, в которой переиздал (в обновлённом правописании) большое количество произведений хорватской классики.
Людевит Гай был блестящим журналистом. В 1834 году он начал печатать в своей типографии газету «Новине хорватске» («Novine Horvatske»), а в 1835 году — литературный журнал «Даница хрватска, славонска и далматинска» («Danicza horvatzka, slavonzka y dalmatinzka»). На их страницах Гай пропагандировал идею сближения и культурного единения южных славян под лозунгом иллиризма. В связи с этим в 1836 году Гай переименовал свою газету в «Илирске народне новине» («Ilirske narodne novine»), а журнал получил название «Даница илирска» («Danica ilirska»).
В 1840 году Людевит Гай совершил поездку в Российскую империю, посетил Санкт-Петербург и Москву, был благосклонно принят графом Уваровым, графом Бенкендорфом и академиком М. П. Погодиным, в связи с чем в правящих кругах Австрии и Венгрии возникли сомнения в его политической благонадёжности. Дабы развеять их, Гай сделал в 1841 году официальное заявление: Боже, сохрани конституцию Венгерскую, Королевство Хорватское и национальность Иллирскую! Однако в 1843 г. последовал официальный запрет на употребление терминов «иллиризм», «иллир», «иллирский» и «Иллирия». Гай снова переименовал свою газету — теперь она стала называться просто: «Narodne novine». Журналу же он возвратил прежнее название, но в изменённой орфографии: «Danica Hrvatska, Slavonska i Dalmatinska».
В 1848 году Людевит Гай принял активнейшее участие в борьбе за свободу Королевства Хорватского. Именно Гай предложил кандидатуру барона Иосипа Елачича на выборах хорватского бана.
В 1867 году Гай вторично приехал в Россию. В самом конце жизни он отошёл от активной общественной деятельности.
Людевиту Гаю принадлежал земельный участок, на котором в XIX в. было основано загребское кладбище Мирогой — на сегодняшний день одно из красивейших кладбищ в Европе. Там же похоронен и сам Гай.